# SG-1000
SG-1000 (エスジー・セン?, Esujī Sen), nome completo Sega Computer Video Game SG-1000, è la prima console prodotta dalla SEGA. Commercializzata esclusivamente in Giappone, Australia e in alcuni paesi europei (tra cui Italia e Spagna), ha venduto poche unità e per questo motivo non è stata mai distribuita negli Stati Uniti d'America.
Sempre nel 1983 venne commercializzato l'home computer SC-3000, basato sull'hardware della console e compatibile con le stesse cartucce.
Nel 1984 venne realizzata una versione migliorata della console, la SG-1000 II o Mark II. Era in progetto una terza versione della console, ma lo sviluppo venne dirottato in corso d'opera e le caratteristiche hardware vennero integrate nel Sega Master System, che in Giappone prese infatti il nome di Sega Mark III.

## Storia

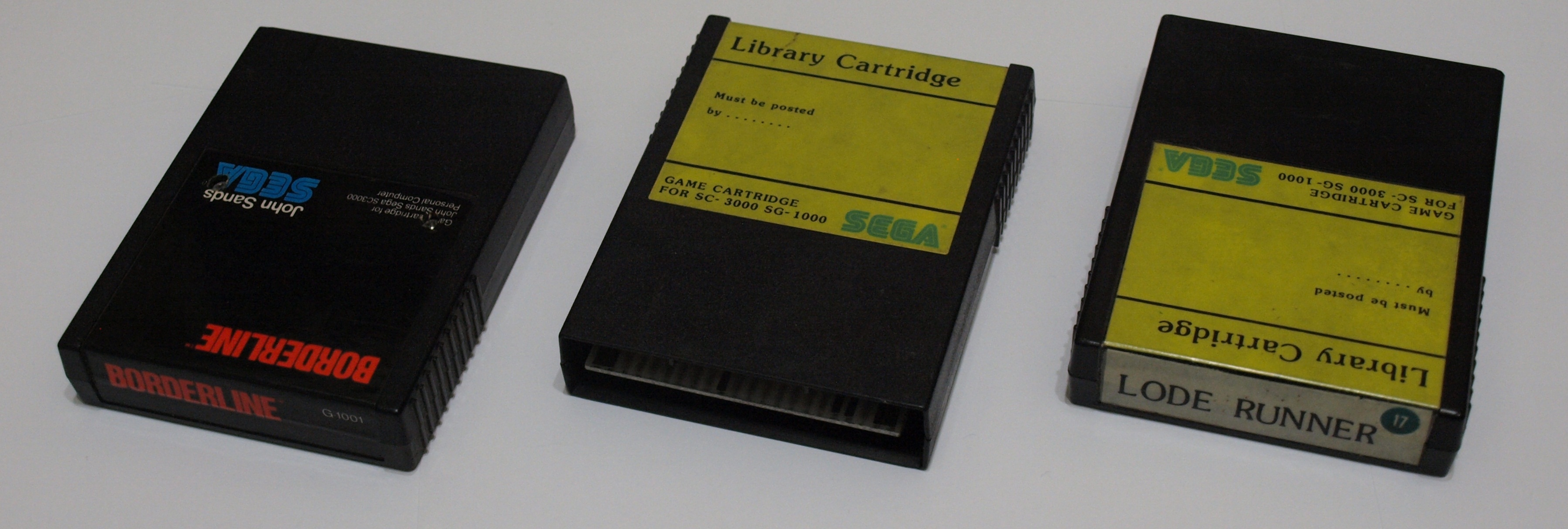
Cartucce di Borderline (1983) e Lode Runner (1984)

SEGA commercializzò la console il 15 luglio 1983, nello stesso periodo del lancio del Famicom, a un prezzo di 15 000 yen. Le specifiche tecniche del SG-1000 erano identiche al ColecoVision, sebbene non presentava il video composito, presente nel Sega Master System. Quest'ultimo è compatibile con le cartucce del SG-1000. Tra i giochi disponibili per la console figurano Borderline, Flicky, Congo Bongo, Sega-Galaga, Golgo 13 e Girl's Garden. Girl's Garden è il primo videogioco realizzato da Yūji Naka ed è considerato uno dei primi esempi di dating sim.

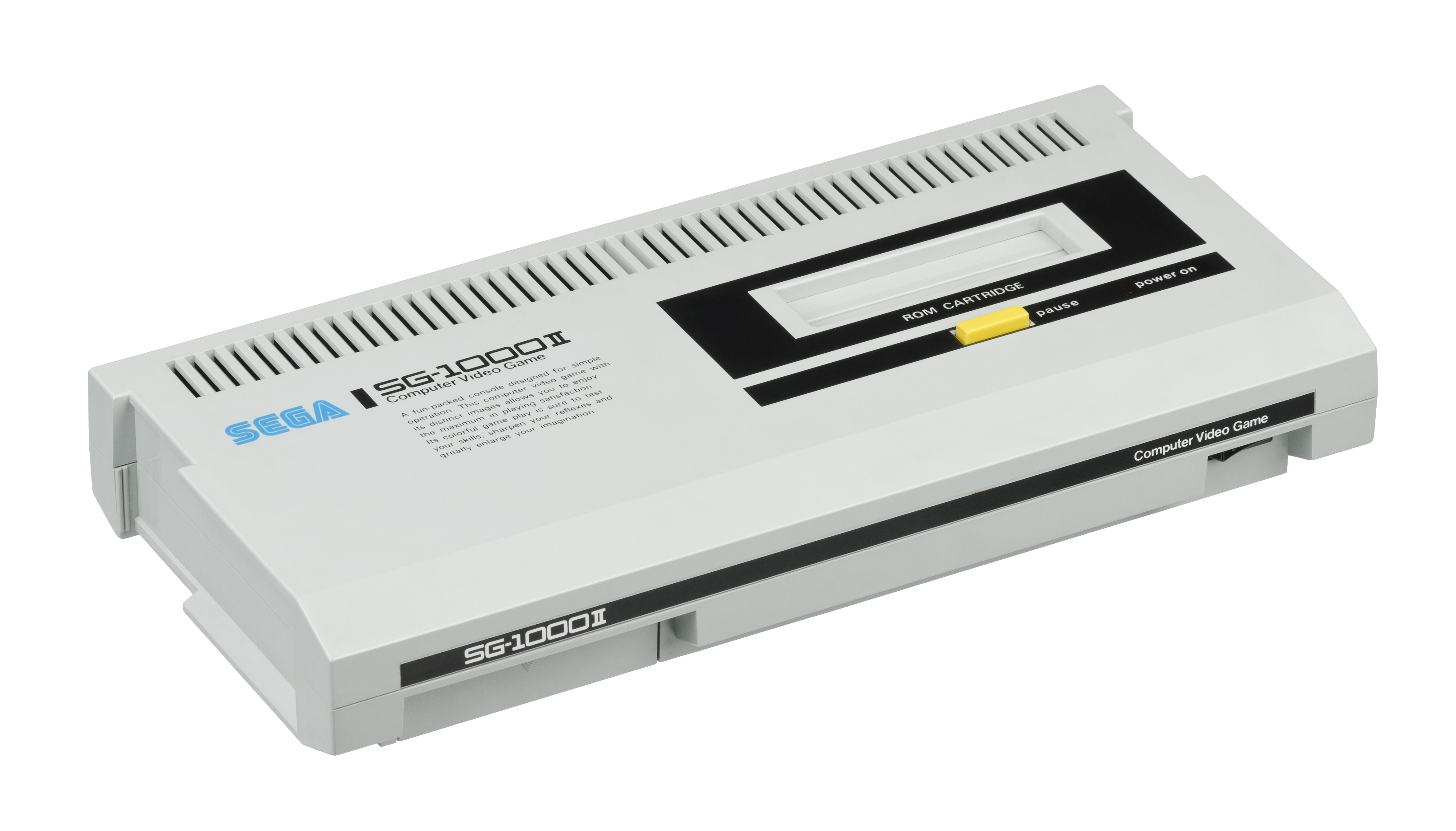
SG-1000 Mark II

Nel luglio 1984 SEGA introdusse sul mercato una nuova piattaforma denominata SG-1000 II. Chiamata anche Mark II, la console presenta una nuova scocca e una CPU più potente rispetto al predecessore. A partire dal SG-1000 è stato inoltre sviluppato un home computer denominato SC-3000, con tastiera integrata. Per le console SG-1000 e Mark II venne messa in vendita come accessorio opzionale la tastiera SK-1100, che ne avvicinava le capacità a quelle del computer.
Nel 1987 venne prodotto l'ultimo videogioco per SG-1000, Loretta no shōzō (ロレッタの肖像? Il ritratto di Loretta). Nel 2006 GameTap, in occasione del quindicesimo anniversario di Sonic the Hedgehog, incluse un emulatore della console ai videogiochi del suo catalogo.
Nonostante la mancata distribuzione in America settentrionale, un clone non autorizzato in grado di eseguire anche giochi per ColecoVision denominato Telegames Personal Arcade (distribuito in Giappone come DINA 2-in-1) è stato commercializzato nel mercato statunitense. Un'altra piattaforma giapponese basata su SG-1000 era l'Othello Multivision.

## Giochi
Dal 1983 al 1987 in Giappone sono stati prodotti un totale di 42 videogiochi su cartucce per SG-1000. Alcuni di questi titoli sono stati pubblicati su Sega Card, un particolare formato di scheda di memoria compatibile con l'apposita periferica denominata Card Catcher (C-1000). Per il C-1000 sono stati commercializzati nel mercato giapponese un totale di 29 titoli.
| Titolo inglese                       | Titolo giapponese                | Anno | Formato   |
| ------------------------------------ | -------------------------------- | ---- | --------- |
| Bank Panic                           | バンクパニック                   | 1985 | Sega Card |
| Bomb Jack                            | ボンジャック                     | 1985 | Sega Card |
| Borderline                           | ボーダーライン                   | 1983 | cartuccia |
| C_So!                                | Ｃ-ＳＯ！                        | 1985 | Sega Card |
| Chack'n Pop                          | チャックンポップ                 | 1985 | Sega Card |
| Champion Baseball                    | チャンピオンベースボール         | 1983 | cartuccia |
| Champion Billiards                   | チャンピオンビリヤード           | 1986 | Sega Card |
| Champion Boxing                      | チャンピオンボクシング           | 1984 | cartuccia |
| Champion Golf                        | チャンピオンゴルフ               | 1983 | cartuccia |
| Champion Ice Hockey                  | チャンピオンアイスホッケー       | 1985 | Sega Card |
| Champion Kendou                      | チャンピオン剣道                 | 1986 | Sega Card |
| Champion Pro Wrestling               | チャンピオンプロレス             | 1985 | cartuccia |
| Champion Soccer                      | チャンピオンサッカー             | 1984 | cartuccia |
| Champion Tennis                      | チャンピオンテニス               | 1983 | cartuccia |
| Championship Lode Runner             | チャンピオンシップロードランナー | 1985 | Sega Card |
| Choplifter                           | チョップリフター                 | 1985 | Sega Card |
| Congo Bongo                          | コンゴボンゴ                     | 1983 | cartuccia |
| Doki Doki Penguin Land               | どきどきペンギンランド           | 1985 | Sega Card |
| Dragon Wang                          | ドラゴン・ワン                   | 1985 | Sega Card |
| Drol                                 | ドロール                         | 1985 | Sega Card |
| Elevator Action                      | エレベーターアクション           | 1985 | Sega Card |
| Exerion                              | エクセリオン                     | 1983 | cartuccia |
| Flicky                               | フリッキー                       | 1984 | cartuccia |
| Girl's Garden                        | ガールズガーデン                 | 1984 | cartuccia |
| Golgo 13                             | ゴルゴ１３                       | 1984 | cartuccia |
| GP World                             | ＧＰワールド                     | 1985 | cartuccia |
| Gulkave                              | ガルケーブ                       | 1986 | Sega Card |
| H.E.R.O.                             | ヒーロー                         | 1985 | Sega Card |
| Hang On II                           | ハングオンII                     | 1985 | Sega Card |
| Home Mahjong                         | ホーム麻雀                       | 1984 | cartuccia |
| Hustle Chumy                         | ハッスルチューミー               | 1984 | cartuccia |
| Hyper Sports                         | コナミのハイパースポーツ         | 1985 | cartuccia |
| Lode Runner                          | ロードランナー                   | 1984 | cartuccia |
| Loretta no Shouzou - Sherlock Holmes | ロレッタの肖像                   | 1987 | cartuccia |
| Mahjong                              | 麻雀                             | 1983 | cartuccia |
| Monaco GP                            | モナコＧＰ                       | 1983 | cartuccia |
| N-Sub                                | Ｎ-サブ                          | 1983 | cartuccia |
| Ninja Princess                       | 忍者プリンセス                   | 1986 | Sega Card |
| Orguss                               | オーガス                         | 1984 | cartuccia |
| Othello                              | オセロ                           | 1985 | cartuccia |
| Pacar                                | パッカー                         | 1983 | cartuccia |
| Pachinko                             | パチンコ                         | 1983 | cartuccia |
| Pachinko II                          | パチンコII                       | 1984 | cartuccia |
| Pitfall II: Lost Caverns             | ピットフォールII                 | 1985 | Sega Card |
| Pop Flamer                           | ポップフレーマー                 | 1983 | cartuccia |
| Rock n' Bolt                         | ロックンボルト                   | 1985 | Sega Card |
| Safari Hunting                       | サファリハンティング             | 1983 | cartuccia |
| Safari Race                          | サファリレース                   | 1984 | cartuccia |
| Sega Flipper                         | セガフリッパー                   | 1983 | cartuccia |
| Sega-Galaga                          | セガ・ギャラガ                   | 1983 | cartuccia |
| Serizawa Hachidan no Tsumeshogi      | 芹沢八段の詰将棋                 | 1983 | cartuccia |
| Shinnyuushain Tooru-Kun              | コナミの新入社員とおる君         | 1985 | cartuccia |
| Sindbad Mystery                      | シンドバットミステリー           | 1983 | cartuccia |
| Soukoban                             | 倉庫番                           | 1985 | Sega Card |
| Space Invaders                       | スペースインベーダー             | 1985 | cartuccia |
| Space Slalom                         | スペーススラローム               | 1983 | cartuccia |
| Star Force                           | スターフォース                   | 1985 | cartuccia |
| Star Jacker                          | スタージャッカー                 | 1983 | cartuccia |
| Super Tank                           | スーパータンク                   | 1986 | Sega Card |
| The Black Onyx                       | ザ・ブラックオニキス             | 1987 | Sega Card |
| The Castle                           | ザ・キャッスル                   | 1986 | cartuccia |
| Wonder Boy                           | ワンダーボーイ                   | 1986 | Sega Card |
| Yamato                               | ＹＡＭＡＴＯ                     | 1983 | cartuccia |
| Zaxxon                               | ザクソン                         | 1985 | cartuccia |
| Zippy Race                           | ジッピーレース                   | 1983 | cartuccia |
| Zoom 909                             | ズーム909                        | 1985 | Sega Card |

1. ↑  Come riportato su (EN) SMS Power!, su smspower.org.
2. 1 2 3 4 5  Pubblicato nel 1985 nel formato Sega Card

A questi si aggiungono altre 26 cartucce di programmi o giochi educativi che richiedono l'uso della tastiera e sono quindi compatibili solo con il computer SC-3000 o con l'accessorio per console SK-1100.

## Caratteristiche tecniche
- CPU: Zilog Z80 a 3,58 MHz[1][5]
- RAM: 8 kbit (1 kB)[1]
- VRAM: 16 kB[1][5]

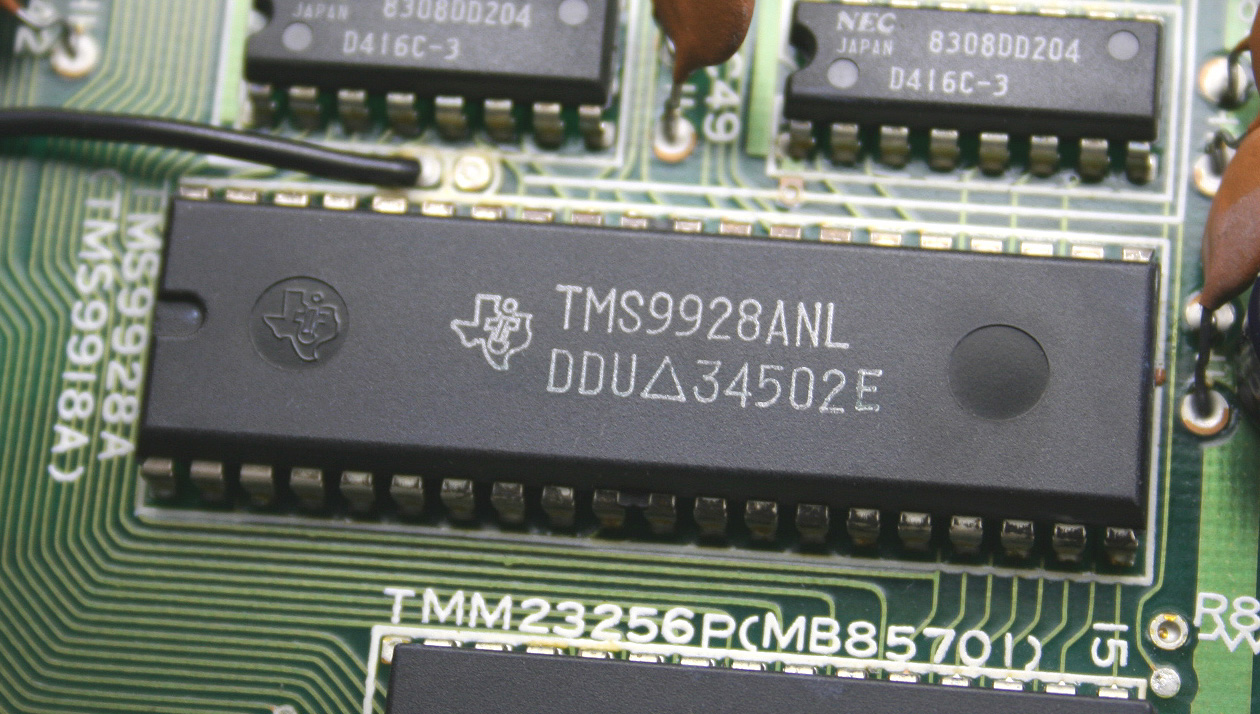
Chip video TMS9928A

- processore video: Texas Instruments TMS9928A[2][5]
  - risoluzione: 256×192[13]
  - 32 sprite
  - 16 colori[1][5]
- sonoro: Texas Instruments SN76489[2][5]
  - 4 canali mono[5]
  - 3 generatori sonori da 4 ottave ciascuno, 1 generatore di rumore bianco[1][5]

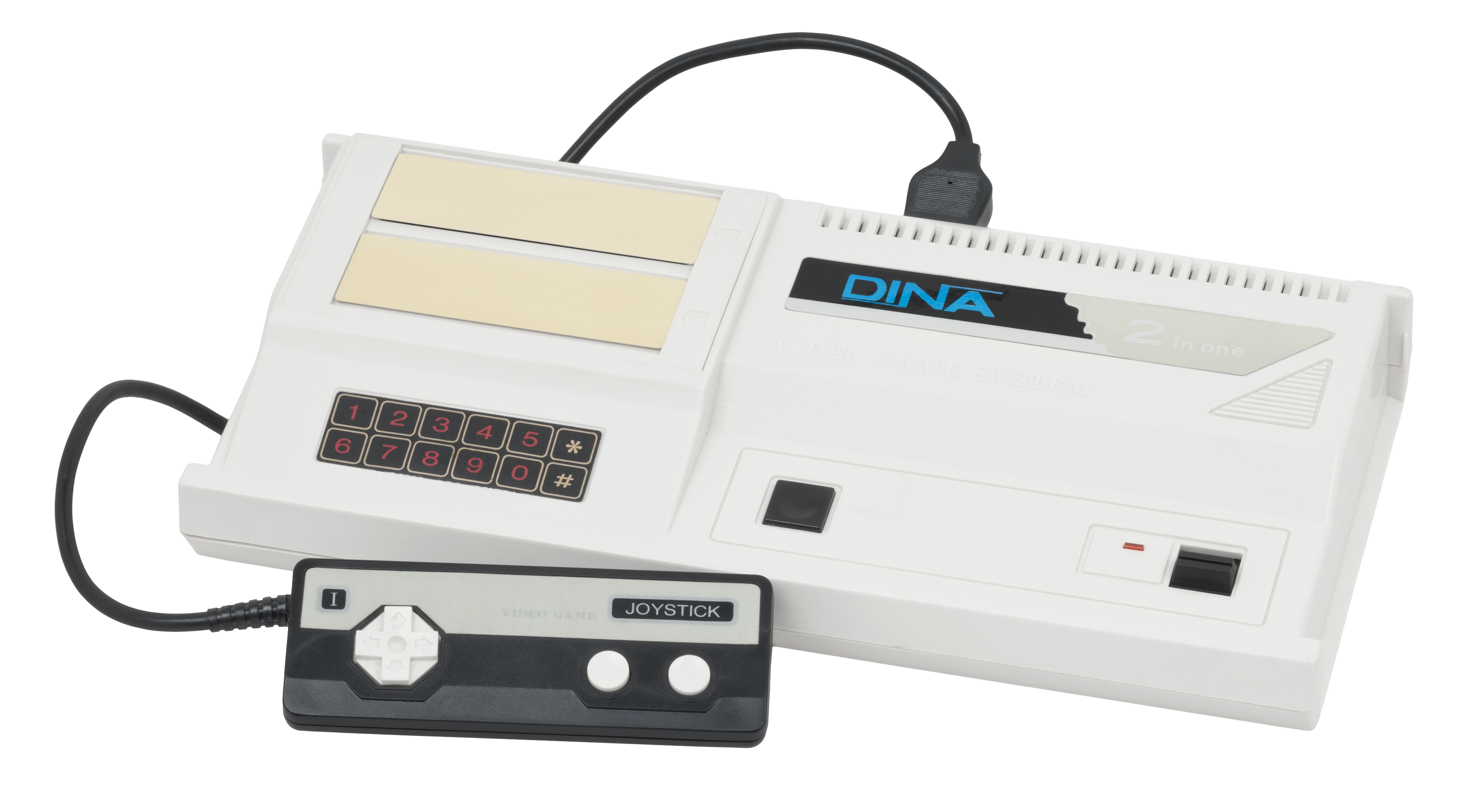
DINA 2 in one

- Porte:
  - 1 slot per cartucce[5]
  - 2 porte joystick[5]
- Periferiche:
  - Lettore musicassette[5] (SR-1000)[14]
  - Lettore floppy disk (SF-7000)[15]
  - Stampante[16]